# 黑帶臼齒麗鯛
黑帶臼齒麗鯛為輻鰭魚綱鱸形目隆頭魚亞目慈鯛科的其中一種，分布於非洲馬拉威湖南部流域，為特有種，體長可以達20公分，棲息在沙底質水域，生活習性不明，可以作為觀賞魚。